# Emiliano Macchi
Emiliano Macchi (Ponsacco, 30 luglio 1951 – Pisa, 14 febbraio 2013) è stato un calciatore italiano, di ruolo ala sinistra.

## Biografia
Figlio di Marcello Macchi (fratello di Lando Macchi, giocatore di Torino e Bari) e di Marisa Chiarugi,, sorella di Luciano Chiarugi, iniziò la carriera giocando insieme al già affermato zio nella Fiorentina e ciò causò qualche critica.
Ritiratosi, si dedicò all'attività di agente immobiliare.

## Carriera

### Club
Cresciuto nella squadra dilettantistica del Ponsacco, approda alla Fiorentina nell'estate del 1970 dopo un periodo di prova, ma essendo il suo cartellino ancora in mano alla squadra precedente, viene squalificato per alcuni mesi e quindi girato alla Marinese.

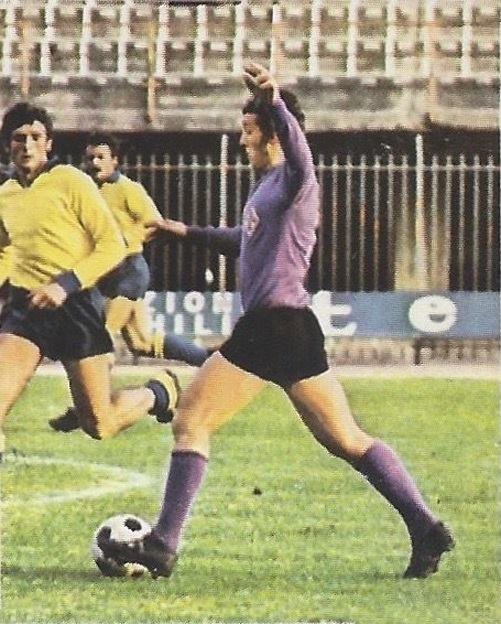
Macchi in azione alla Fiorentina

Tornato a Firenze, esordisce con la maglia viola il 6 settembre 1970 in Fiorentina-Taranto (1-0) di Coppa Italia. L'8 novembre di quell'anno debutta in Serie A, nella partita Torino-Fiorentina (1-1), totalizzando a fine campionato 6 presenze; inoltre viene sconfitto nelle finali della Coppa delle Alpi 1970 e della Coppa Anglo-Italiana 1973.
A fine stagione viene dato in prestito al Napoli, dove disputa undici partite e realizza anche il suo primo gol in Serie A, il 31 ottobre 1971, nel match in cui i partenopei prevalsero in casa del Varese grazie alla sua rete. Quell'anno sempre con il Napoli, disputa anche la finale di Coppa Italia, persa contro il Milan 2-0, e il Torneo di Viareggio, in cui si frattura la gamba nella partita contro la Fiorentina.
A fine stagione ritorna con i viola, totalizzando 8 presenze e vincendo il Torneo di Viareggio. Nell'estate del 1973 viene ceduto a titolo definitivo al L.R. Vicenza, dove resta per due anni, per poi passare nel 1975 al Verona. Quell'anno disputa 30 incontri con 9 gol all'attivo tra campionato e Coppa Italia, e proprio in questa manifestazione si rese protagonista, prima con una tripletta alla Lazio, poi segnando a pochi minuti del termine la rete del 2-0 del Verona nella partita contro l'Inter decisiva per l'accesso alla finale. La finale disputata poi allo Stadio Olimpico di Roma fu vinta dal Napoli per 4-0, e Macchi entrò nella ripresa.

Macchi (a destra) al Cesena, in gol contro il nella Coppa UEFA 1976-1977.

Durante le due stagioni al Cesena, ebbe la possibilità di giocare nelle competizioni continentali per clubs: ciò accadde il 29 settembre 1976 nella gara di ritorno del Primo turno di Coppa UEFA - stagione 1976-77 - contro i tedeschi orientali del Magdeburgo. Giocò l'intera partita ed ebbe la soddisfazione di segnare la rete del 3 a 1 finale per il Cesena; vittoria inutile però in quanto la squadra romagnola aveva perso per 3 a 0 la gara d'andata.
Dopo una stagione nella Reggiana di Edmondo Fabbri, Macchi concluse la carriera professionistica nel Siena in C2 e prese il patentino di allenatore a Coverciano che però non utilizzò mai.
Giocò ancora un paio di stagioni tra i dilettanti nel Perignano, per poi staccarsi definitivamente dall'ambiente del calcio. In carriera ha totalizzato complessivamente 82 presenze e 7 reti in Serie A e 17 presenze e 3 reti in Serie B

### Nazionale
Vanta due convocazioni e una presenza con la Nazionale di calcio dell'Italia Under-21, esattamente il 6 dicembre 1970 a Breslavia: entrò al 49' al posto di Angelo Orazi nella gara amichevole persa per 2 a 0 contro la Polonia.